# استوارت بیتل
استوارت بیتل (انگلیسی: Stuart Bithell؛ زادهٔ ۲۸ august ۱۹۸۶ (۳۸ سال)) قایقران اهل بریتانیا است.